# Commiphora pteleifolia
Commiphora pteleifolia är en tvåhjärtbladig växtart som beskrevs av Adolf Engler. Commiphora pteleifolia ingår i släktet Commiphora och familjen Burseraceae. Inga underarter finns listade i Catalogue of Life.